# Gabriel Bateman
Gabriel Bateman (10 de Setembro de 2004, Turlock, California) é um ator norte-americano, mais conhecido pelo seu papel como Martin no filme da Warner Bros. Pictures,  Lights Out. Ele teve o papel do Carter no filme original da Netflix Benji. Ele também estrelou na série da CBS, Stalker como Ethan Taylor e também em American Gothic como Jack Hawthorne. Ele participou da série do Cinemax chamada Outcast, e Wicked City da ABC Studios, e no Filme Child's Play entre outras.

## Vida e carreira
Bateman nasceu em Turlock, California, porém se mudou para Southern California desde que iniciou sua carreira de ator. É o caçula de nove irmãos e também irmão da atriz Talitha BatemanE Fabio William Bateman., e no final de 2019 fez o filme "Uma mente canina na Netflix. Em 2014, Bateman atuou como Robert no filme de terror Annabelle, spin-off de The Conjuring. Em 2014 ele atuou na série da CBS, Stalker.
Em novembro de 2014, integrou o elenco da série de Robert Kirkman, Outcast. Em Junho de 2015, Bateman foi escalado como protagonista juntamente a Teresa Palmer no filme Lights Out, produzido por James Wan.Fora a atuação na TV, Bateman também fez diversos comerciais para Staples, Frigidaire, Energizer EcoAdvanced Recycled Batteries, Iams, e Cadillac CTS Sedan.

## Filmografia

### Filmes
| Ano  | Título             | Papel             | Notas |
| ---- | ------------------ | ----------------- | ----- |
| 2014 | Annabelle          | Robert            |       |
| 2015 | Band of Robbers    | Huck Finn (jovem) |       |
| 2015 | Checkmate          | Christopher       |       |
| 2016 | Lights Out         | Martin            |       |
| 2018 | Benji              | Carter Hughes     |       |
|      | Saint Judy         | Alex Wood         |       |
| 2019 | Child's Play       | Andy Barclay      |       |
| 2020 | Think Like a Dog   | Oliver Reed       |       |
| 2020 | Unhinged           | Kyle Flynn        |       |
| TBA  | Man of the Harvest | Owen              |       |

### Televisão
| Ano     | Título                      | Papel          | Notas                               |
| ------- | --------------------------- | -------------- | ----------------------------------- |
| 2014    | Grey's Anatomy              | Jared Cole     | Episódio: "Throwing It All Away"    |
| 2014–15 | Stalker                     | Ethan Taylor   | 8 episódios                         |
| 2015    | Your Family or Mine         | Jason Jr.      | 2 episódios                         |
| 2015    | Wicked City                 | Cooper Flynn   | Episódio: "The Very Thought of You" |
| 2016    | Outcast                     | Joshua Austin  | Papel recorrente                    |
| 2016    | Mamma Dallas                | Tucker Cox     | Telefilme                           |
| 2016    | American Gothic             | Jack Hawthorne | Papel principal                     |
| 2018    | The Dangerous Book for Boys | Wyatt McKenna  | 6 episódios                         |
| 2021    | The Mosquito Coast          | Charlie Fox    |                                     |
| TBA     | Cipher                      | Asa            | Telefilme                           |